# Championnat de Norvège féminin de volley-ball
Le Championnat de Norvège de volley-ball féminin est une compétition qui existe depuis 1973. Il est organisé par la Fédération norvégienne de volley-ball (Norges Volleyballforbund, NVBF).

## Palmarès
| Année | Champion                                                 | Finaliste                                                | Troisième                                                |
| ----- | -------------------------------------------------------- | -------------------------------------------------------- | -------------------------------------------------------- |
| 1973  | Norges Idrettsh.sk.                                      | St. Svithun gymn.                                        | KSI                                                      |
| 1974  | BSI Volleyball                                           | Ålesund                                                  | NIHI                                                     |
| 1975  | KSI                                                      | BSI Volleyball                                           | Sandnes                                                  |
| 1976  | Ålesund                                                  | NIHI                                                     | BSI Volleyball                                           |
| 1977  | KSI                                                      | BSI Volleyball                                           | Ålesund                                                  |
| 1978  | NIHI                                                     | KSI                                                      | BSI Volleyball                                           |
| 1979  | BSI Volleyball                                           | KSI                                                      | St. Svithun                                              |
| 1980  | BSI Volleyball                                           | KSI                                                      | Sandnes                                                  |
| 1981  | BSI Volleyball                                           | NIHI                                                     | Ålesund                                                  |
| 1982  | BSI Volleyball                                           | Tambarskjelvar                                           | Oslo                                                     |
| 1983  | BSI Volleyball                                           | Oslo                                                     | Sortland VBK                                             |
| 1984  | Sortland VBK                                             | Oslo                                                     | Bergkameratene                                           |
| 1985  | Bergkameratene                                           | KFUM/Oslo                                                | BSI Volleyball                                           |
| 1986  | KFUM/Oslo                                                | Bergkameratene                                           | BSI Volleyball                                           |
| 1987  | BSI Volleyball                                           | Bergkameratene                                           |                                                          |
| 1988  | KFUM/Oslo                                                | Bergkameratene                                           |                                                          |
| 1989  | Bergkameratene                                           | KFUM/Oslo                                                |                                                          |
| 1990  | Sandnes                                                  | Harstad                                                  |                                                          |
| 1991  | IL Koll                                                  | BSI Volleyball                                           |                                                          |
| 1992  | Sandnes                                                  | BSI Volleyball                                           |                                                          |
| 1993  | IL Koll                                                  | Sandnes                                                  | Blindheim                                                |
| 1994  | IL Koll                                                  | Klepp                                                    | Harstad                                                  |
| 1995  | IL Koll                                                  | Fyllingen                                                | Klepp                                                    |
| 1996  | Klepp                                                    | IL Koll                                                  | Harstad                                                  |
| 1997  | Klepp                                                    | IL Koll                                                  | Fyllingen                                                |
| 1998  | Klepp                                                    | KFUM/Oslo                                                | Aukra                                                    |
| 1999  | Klepp                                                    | IL Koll                                                  | KFUM/Oslo                                                |
| 2000  | IL Koll                                                  | Klepp                                                    | Oslo Volley                                              |
| 2001  | IL Koll                                                  | Klepp                                                    | Aukra                                                    |
| 2002  | Klepp                                                    | NTNUI Gløshaugen                                         | IL Koll                                                  |
| 2003  | IL Koll                                                  | NTNUI Gløshaugen                                         | KFUM Stavanger                                           |
| 2004  | IL Koll                                                  | Tromsø Volley                                            | NTNUI Gløshaugen                                         |
| 2005  | IL Koll                                                  | NTNUI Gløshaugen                                         | Oslo Volley                                              |
| 2006  | IL Koll                                                  | Oslo Volley                                              | BSI Volleyball                                           |
| 2007  | IL Koll                                                  | Oslo Volley                                              | BSI Volleyball                                           |
| 2008  | IL Koll                                                  | Oslo Volley                                              | BSI Volleyball                                           |
| 2009  | IL Koll                                                  | Oslo Volley                                              | BSI Volleyball                                           |
| 2010  | UiS Stavanger                                            | IL Koll                                                  | BSI Volleyball                                           |
| 2011  | UiS Stavanger                                            | Oslo Volley                                              | IL Koll                                                  |
| 2012  | Stod Volley                                              | Oslo Volley                                              | BSI Volleyball                                           |
| 2013  | Oslo Volley                                              | Stod Volley                                              | BSI Volleyball                                           |
| 2014  | Stod Volley                                              | Oslo Volley                                              | Førde VBK                                                |
| 2015  | Stod Volley                                              | Oslo Volley                                              | Randaberg Volleyball                                     |
| 2016  | Randaberg Volleyball                                     | Oslo Volley                                              | ToppVolley Norge                                         |
| 2017  | Randaberg Volleyball                                     | Oslo Volley                                              |                                                          |
| 2018  | Førde VBK                                                | ToppVolley Norge                                         |                                                          |
| 2019  | ToppVolley Norge                                         | Førde VBK                                                | Oslo Volley                                              |
| 2020  | IL Koll                                                  | Randaberg Volleyball                                     | BK Tromsø                                                |
| 2020  | IL Koll                                                  | Randaberg Volleyball                                     | BK Tromsø                                                |
| 2021  | Compétition annulée en raison de la pandémie de Covid-19 | Compétition annulée en raison de la pandémie de Covid-19 | Compétition annulée en raison de la pandémie de Covid-19 |
| 2022  | BK Tromsø                                                | Randaberg Volleyball                                     | IL Koll                                                  |
| 2023  | Randaberg Volleyball                                     | IL Koll                                                  | TIF Viking                                               |
| 2024  | Randaberg Volleyball                                     | IL Koll                                                  | TIF Viking                                               |

## Bilan par club
| Club                 | Titres | Ville        | Année                                                                              |
| -------------------- | ------ | ------------ | ---------------------------------------------------------------------------------- |
| IL Koll              | 14     | Oslo         | 1991, 1993, 1994, 1995, 2000, 2001, 2003, 2004, 2005, 2006, 2007, 2008, 2009, 2020 |
| BSI Volleyball       | 7      | Bergen       | 1974, 1979, 1980, 1981, 1982, 1983, 1987                                           |
| Klepp                | 5      | Klepp        | 1996, 1997, 1998, 1999, 2002                                                       |
| Randaberg Volleyball | 4      | Randaberg    | 2016, 2017, 2023, 2024                                                             |
| Stod Volley          | 3      | Steinkjer    | 2012, 2014, 2015                                                                   |
| NIHI                 | 2      | Oslo         | 1973, 1978                                                                         |
| KSI                  | 2      | Kristiansand | 1975, 1977                                                                         |
| Bergkameratene       | 2      | Kongsberg    | 1985, 1989                                                                         |
| KFUM/Oslo            | 2      | Oslo         | 1986, 1988                                                                         |
| Sandnes              | 2      | Sandnes      | 1990, 1992                                                                         |
| UiS Volley           | 2      | Stavanger    | 2010, 2011                                                                         |
| Ålesund              | 1      | Ålesund      | 1976                                                                               |
| Sortland VBK         | 1      | Sortland     | 1984                                                                               |
| Oslo Volley          | 1      | Oslo         | 2013                                                                               |
| Førde VBK            | 1      | Førde        | 2018                                                                               |
| ToppVolley Norge     | 1      | Suldal       | 2019                                                                               |
| BK Tromsø            | 1      | Tromsø       | 2022                                                                               |